# فرانک ولف (سیاستمدار)
فرانک ولف (به انگلیسی: Frank Wolf) نمایندهٔ حوزه انتخابیه دهم ویرجینیا از حزب جمهوری‌خواه ایالات متحده آمریکا در مجلس نمایندگان ایالات متحده آمریکا است که برای نخستین‌بار در ۶ ژانویه ۱۹۸۱ میلادی به‌عضویت این مجلس درآمد.